# John Jameson & Son

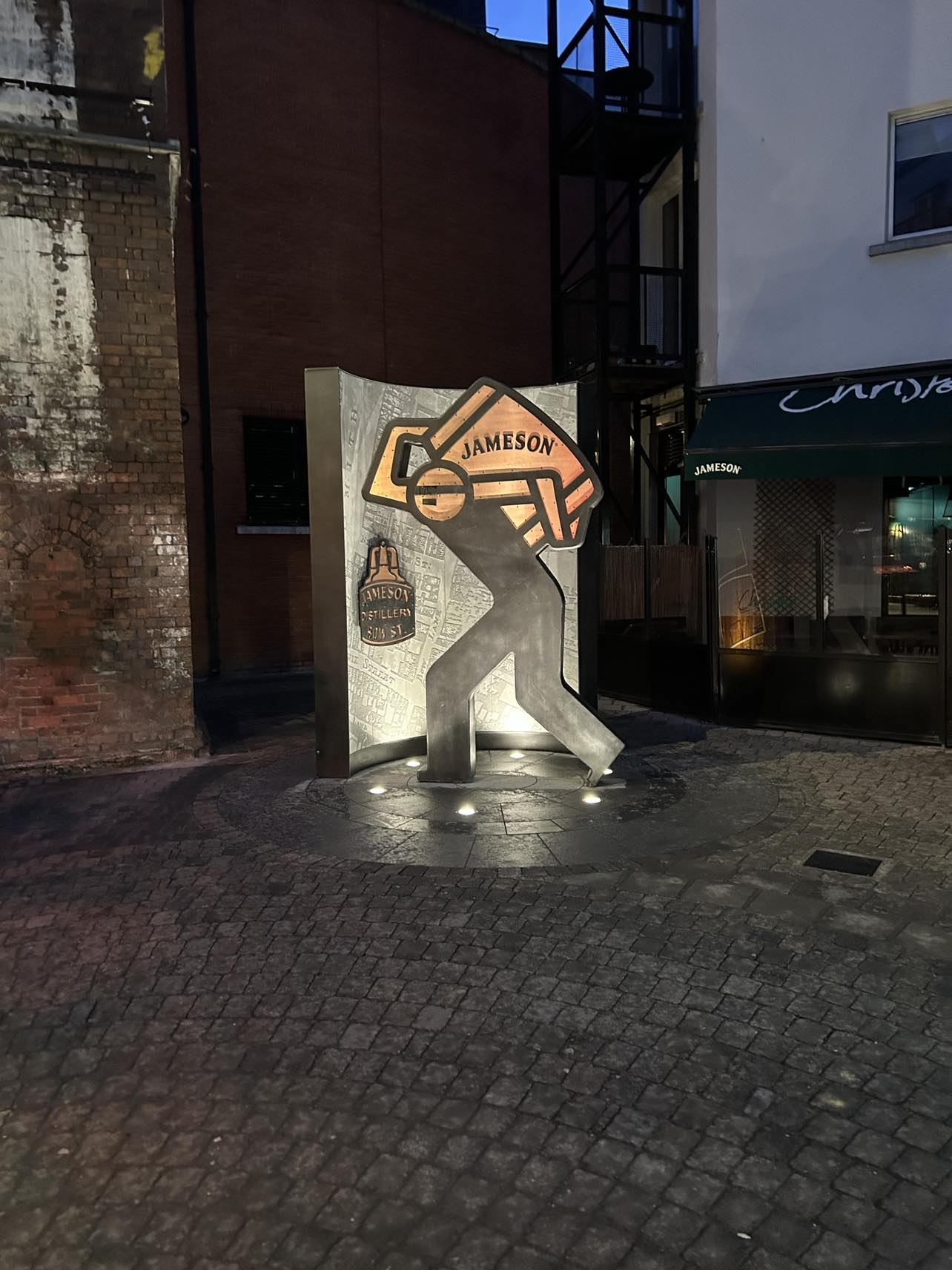
Représentation des travailleurs de l'usine John Jameson & Sons, aussi appeler les "barrel man".

John Jameson & Sons est une entreprise irlandaise de production et de distribution d’irish whiskey. Sa distillerie située dans Bow Street à Dublin était une des plus importantes d’Irlande. Elle a été créée en 1780 par John Jameson. La distillerie n’existe plus aujourd’hui, elle a été transformée en musée du whiskey et le whiskey Jameson et toutes les autres marques de l’entreprise sont distillés dans la grande distillerie ultra moderne de Midleton.
La marque est aujourd’hui la propriété du groupe français Pernod Ricard.

## Histoire
L’entreprise a été fondée en 1780  par John Jameson avec l’acquisition d’une distillerie dans Bow Street à Dublin. Elle s'est rapidement développée pour devenir l'une des six plus grandes distilleries de Dublin. John Jameson, un homme d'affaires écossais, a racheté l'usine alors qu'elle produisait déjà 30 000 gallons de whisky par an. En moins de deux décennies, la production a atteint un million de gallons par an, ce qui en a fait la deuxième plus grande distillerie au monde. À l'époque, Dublin était le centre mondial de la production de whisky.Ce dernier est le deuxième spiritueux le plus populaire après le rhum. En 1805, Jameson devient le plus grand producteur mondial de whisky.
Les événements historiques ont marqué l’entreprise et mis à mal son économie. Le Mouvement de tempérance en Irlande  a eu un impact énorme au niveau national et a fortement fait chuter la consommation de whiskey. Mais les deux faits qui ont le plus touché Jameson & son sont la guerre d’indépendance irlandaise et  la querelle avec les britanniques sur les échanges extérieurs. Les exportations de Jameson étaient principalement effectuées à l’intérieur du Commonwealth et l’exclusion de l’Irlande a provoqué un recul massif des ventes d’irish whiskey. La mise en place peu après de la politique de prohibition aux États-Unis a porté le coup de grâce à l’industrie irlandaise du whiskey. Alors que les marques écossaises profitaient de la proximité du Canada pour continuer à inonder le marché américain devenu clandestin, Jameson et les autres entreprises irlandaises en étaient exclues pour de nombreuses années.
Il est aussi un fait technologique qui explique le recul du whiskey irlandais et donc des entreprises qui le produisent : l’introduction de l’alambic à colonne dans la deuxième partie du XIXe siècle. Inventé par un irlandais, Aeneas Coffey, il  permet de produire de très grandes quantités de whisky de grain qui ensuite sera mélangé au whisky de malt pour produire les différents blends. Il permet donc de créer des mélanges à faibles coûts que les irlandais, qui n’utilisent que des pot stills, ne peuvent concurrencer.
La popularité des blends aboutit en 1908 à une grande enquête pour répondre à la question Qu’est-ce que le whisky ? C’est un des évènements majeurs de l’histoire du whisky. Les fabricants écossais de blends l’emportent. L’état britannique reconnait que les blends ont bien le droit de porter le nom de whisky. Jameson, comme les autres producteurs irlandais, continuent obstinément à produire leur irish whiskey d’après la méthode traditionnelle du Pure Pot Still. Cette particularité irlandaise est toujours d’actualité cent ans après la décision de l’état britannique. La production de Jameson comprend toujours une base de Pure pot still.
En 1966, John Jameson & Son joint ses forces à celles des dernières entreprises productrices de whiskey en Irlande, Cork Distillers et John Power & Son et forme un nouveau groupe nommé Irish Distillers. La nouvelle entité construit une distillerie géante à Midleton et y transfère progressivement la totalité de la production des whiskey (hors Bushmills).
La distillerie de Bow Street est transformée en musée de la distillation et devient une des attractions touristiques majeures de Dublin.

## Les marques
- Crested Ten
- Jameson 12 Year Old Special Reserve (anciennement Jameson 1780)
- Jameson 12 Year Old Distillery Reserve
- Jameson Gold Reserve
- Jameson 18 Year Old Limited Reserve
- Jameson Rarest Vintage Reserve
- Jameson Signature Reserve.
- Midleton Very Rare 80 Proof